# Nápoly négy napja

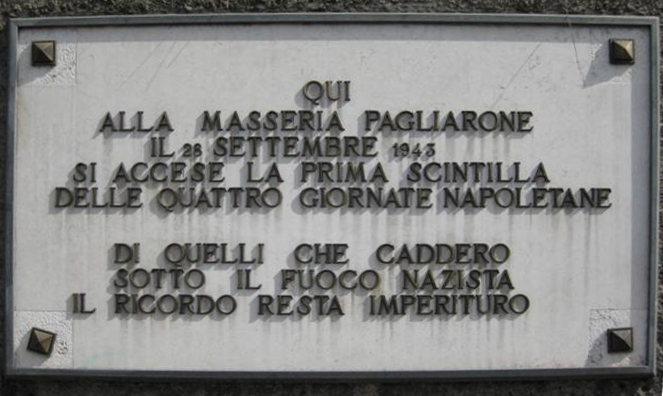
A felkelés emléktáblája Nápolyban, a Vomerón

A Nápoly négy napja (Le quattro giornate di Napoli) 1962-ben bemutatott olasz-amerikai filmdráma Nanni Loy rendezésében. Mussolini lemondását követően a nácik eszement pusztításba fognak Nápolyban. A nápolyi nép fellázad, fegyvert ragadnak a város felszabadításáért. Erről szól (a manapság low budget-nak nevezett) klasszikussá vált felemelő film, melynek színészei a szent ügy iránti tiszteletből még azt is vállalták, hogy a nevük se szerepeljen a főcímlistán. A film a valóságban megtörtént esemény költői, drámai feldolgozása.

„...amikor láttam Nanni Loy olasz rendező Nápoly négy napja című művét, annak főcímében közölték a nézővel, hogy a produkcióban szereplő világhírességek, a filmben szereplő nápolyi nép iránti tisztelettől vezéreltetve névtelenül kívánnak közreműködni.”

– Bajor Nagy Ernő - Filmvilág

## Díjak
Avellino Neorealism Film Festival (1963)
- díj: legjobb film (Nanni Loy)
- díj: legjobb színésznő (Lea Massari)
- díj: különdíj (Domenico Formato)

Oscar-díj (1963)
- jelölés: legjobb külföldi film
- jelölés: legjobb forgatókönyv

BAFTA (1964)
- jelölés: legjobb film

Golden Globe-díj
- díj: legjobb film (1963)
- jelölés: legjobb külföldi film (1964)

Moszkvai Nemzetközi Filmfesztivál (1963)
- jelölés: FIPRESCI-díj

Ezüst Szalag díj (1963)
- díj: legjobb rendező (Nanni Loy)
- díj: legjobb női mellékszereplő (Regina Bianchi)
- díj: legjobb forgatókönyv (Massimo Franciosa, Pasquale Festa Campanile, Carlo Bernari, Nanni Loy)
- jelölés: legjobb filmzene (Carlo Rustichelli)
- jelölés: legjobb női mellékszereplő (Lea Massari)
- jelölés: legjobb férfi mellékszereplő (Gian Maria Volonté)

National Board of Review (1963)
- díj: legjobb külföldi film

Török filmkritikusok szövetsége (1973)
- jelölés: legjobb külföldi film